# Pierre Weiss (artiste)
 (mars 2024).
Pour les articles homonymes, voir Pierre Weiss et Weiss.
Pierre Weiss est un artiste plasticien et cinéaste de nationalité autrichienne, né en 1950 à Bruxelles.
Ses œuvres ont été exposées au Musée du Jeu de Paume, au Gemeentemuseum de La Haye, au MAK museum à Vienne, à la Fondation Pernod Ricard, à l'ARC (1984) et au Musée d'art moderne de Paris (2023), dans les galeries Montenay, Claudine Papillon et ColletPark. Depuis 2018, Pierre Weiss est représenté par la galerie Valeria Cetraro.

## Biographie
Il grandit à Vienne où il fait des études de philologie et d’arts plastiques aux Beaux-arts, avant de s’installer à Paris en 1972 pour travailler dans le cinéma. À cette période, il voyage régulièrement en Toscane où l’art de la Renaissance italienne le marque profondément. Piet Mondrian, Joseph Beuys, Claes Oldenburg, Stephen le héros de James Joyce, Les Possédés de Fiodor Dostoïevski, le film La Symphonie nuptiale de Erich von Stroheim, le réalisateur Murnau, le saxophoniste Eric Dolphy, Samuel Beckett ou encore Eva Hesse imprègnent fortement sa création.
En 2004, Pierre Weiss se lie à l’écrivaine et performeuse Gaëlle Obiégly qui joue dans la plupart de ses films et écrit certains dialogues. Ensemble, ils fondent l'entreprise WO. Il vit et travaille à Paris.

## Œuvre
Proche de l’art abstrait et conceptuel, son travail s’exprime à travers des formes variées comme la peinture, la sculpture, l’installation, la photographie et le cinéma. Oscillant entre des structures architecturales parfois monumentales, des installations et des dessins, Pierre Weiss interroge ce que la violence sociale fait au corps et aux relations humaines. Il met en tension des formes et des concepts a priori contraires comme la contrainte et la liberté, l’horizontalité et la verticalité, le dur et le mou, l’écoute et le malentendu.  
Son œuvre réflexive joue sur l’ambivalence de notre perception et la mise à distance du spectateur à travers l’utilisation de vernis, des dispositifs en miroir ou des changements d’échelles. L’espace et l’habitation, le chez-soi ou en tout cas le chemin qui y mène sont également des préoccupations essentielles de sa pratique.
À propos de son utilisation de tableaux de Mondrian comme arrière-plan sur lequel il dessine des traits, sorte d’« incises à main levée ». L’artiste déclare se sentir proche du peintre néerlandais notamment dans « la lente évolution de son œuvre » et « parce que sa vie est exemplaire d’une vie qui a l’air de ressembler au travail ».
Le critique d’art Pedro Morais décrit Pierre Weiss comme un « passionné de structuralisme et de rigueur », emprunt de toute une « logique de la philosophie analytique ».

### Évolution
Au début de sa carrière, Pierre Weiss se lie à l’avant-garde poétique et plasticienne viennoise. Durant une première période expressionniste, il peint de larges tableaux représentant des figures humaines souvent captives d’un environnement créé à leur image. Aussi gigantesque soit-elle, l’architecture semble être une réplique de la fragilité des corps humains esquissés par des traits nerveux et lacérés. À partir des années 1990, le travail de Pierre Weiss devient plus conceptuel.  Il conserve la spontanéité et la nervosité du trait pour le transposer dans des formes plus abstraites d’enfermement comme le motif de la grille.
Pierre Weiss crée également des sculptures spatiales monumentales qui ne font toutefois pas fi de l’échelle humaine, les mesurant à son propre corps. C’est le cas de sa pièce Es Gibt Keinen Beweis (1998), une structure gigantesque de bois de près de 30 mètres de hauteur. La distance de 2m36 qui sépare l’œuvre du sol correspond à la taille de l’artiste les bras levés. À propos du titre de l’œuvre, traduit par « il n’y a pas de preuve », il précise dans une interview avec Catherine Millet, en 1999 : « c’est-à-dire, il n’y a pas de vision unique des choses, il n’y a que des points de vue différents ».  

### S’extraire de la contrainte
L’idée de s’extraire de la contrainte traverse l’ensemble de son œuvre. La contrainte ou le sentiment d’enfermement pouvant être lié à un contexte social, religieux, un lieu, un habit ou un corps.
Un de ses tableaux datant de 1981, Rester debout absolument ! (traduit de l’allemand : Stehen Bleiben. Unbedingt!) qui est exposé à l’ARC-Musée d’art moderne de Paris en 1984, donne à voir un homme tendu contre un mur et une autre figure comme dédoublée et sortant d’elle-même en s’abaissant. L’artiste rapproche ce geste de son éducation religieuse : « on nous inculquait qu’il était interdit aux juifs de se prosterner ». Dans plusieurs interviews, il revient sur l’autorité et la violence des internats religieux qu’il a connus dans son enfance, imprégnant profondément son rapport à l’espace et aux structures de pouvoir.
Dans son film L’événement qui possède l’homme (2016), le personnage principal, en proie à des insomnies, cherche à partir, pressentant une confuse menace, « des événements à venir ». Face à cette « attente d’une improbable invasion », il cherche à vivre dans une maison en hauteur parce que, dit-il à une agente immobilière : « je veux observer avant d’être observé ».
Le couple de vestes rétrécies à la machine à laver (blouson levi’s rétréci et veste noire cuir rétrécie, 2020) notamment présentées dans le cadre de l’exposition « Mondes parallèles » au Musée d’Art Moderne de Paris (2023) sont portées par une structure en posture de crucifixion : les bras écartés, sans tête ni jambe, semblant éprouver une forme radicale de contrainte.

### LesPater Nosteret lesTerritoires compressés
Inévitablement liée à la contrainte, la question du système et de sa mise en œuvre est au cœur de la pratique artistique de Pierre Weiss. La série des Pater Noster (1995), représentant une succession de rectangles aux traits tremblants et se superposant, est inspirée d’un système particulier d’ascenseur viennois dont le principe était de fonctionner en mouvement continu. Ne parvenant lui-même pas à sortir de cette période de création, l’artiste explique avoir réalisé le film GAN EDEN (1998) pour tenter de mettre un terme à sa propre mécanique. En un seul plan-séquence, il filme ses peintures sur bois, accompagné d’une musique fusion diffusée par un tourne-disque dont le bras est bloqué, tout en s’étant mis des pinces à linge sur une jambe, rappelant l’expression « pince-moi si je rêve » pour, précise-t-il : « bien sentir le rapport à mes jambes, bien sentir que j’étais debout sur terre »,.
Cette pièce dont il reprend le motif de la grille donne forme aux Territoires compressés réalisés vingt ans plus tard. Les « incises à main levée » se superposent à cette image de grille ou de cage. « Compressé » au sens informatique explique-t-il,  comme si la trame était trop grande ou trop lourde, qu’elle avait besoin d’être allégée. Pierre Weiss compresse un territoire pour pouvoir circuler plus librement et s’extraire ainsi d’un arrière-plan emprisonnant.

## Annexe
Constituée en bois de chêne, l’œuvre  Bild und Porzellan II. (1993) mesure 2m36 de haut (équivalent à la hauteur de l’artiste les bras levés et à la largeur de ses épaules). Formant une sorte de cage aux barreaux asymétriques, elle renferme trois bassines en aluminium. Traduit en français par « Image et porcelaine », la sculpture est le point de départ du roman de Gaëlle Obiégly, Le Musée des valeurs sentimentales. L’œuvre qui vient de traverser l'Europe d'est en ouest portée sur les épaules de douze Polonais, puis par dix Tunisiens, successivement compromise, en attente d’un dépôt…, doit être accueillie dans le musée des Valeurs sentimentales.
Dans ce roman, à propos du personnage qui a pour nom Pierre Weiss, Gaëlle Obiégly écrit : « Pour l’artiste, il est exclu de sacrifier la vie pour l’œuvre car la vie c’est l’œuvre. »

## Collections publiques
Les œuvres de Pierre Weiss font partie des collections publiques du MAM Musée d’art Moderne de la ville de Paris, du CNAP Centre National des Art Plastiques et du FRAC Normandie.

## Sélection de films
(février 2024).
- 1998: Gan Eden
- 2001 : Doglive est une vidéo de sa pièce They feel secure, they know his name. filmée au caméscope, en accéléré par intermittence. La sculpture spatiale, sous forme labyrinthique, est éprouvée à la hauteur, probablement, d’un chien qui se prendrait les pattes dans les chemins de bois.
- 2002 : Who we are and what we are doing. Le cinéaste suit un ouvrier de nuit dans une fonderie autrichienne.
- 2008 : Parents who have no children : Pierre Weiss filme le dernier film dans lequel joue Gary Cooper, The Naked Edge (La Lame nue) de Michael Anderson, avançant image par image et ne choisissant que les parties où l’on ne voit pas le visage des protagonistes.
- 2008 : Quel jugement  devrais-je craindre ?  Le film, divisé en trois parties (l’entreprise, l’investissement et le capital), est un film sur les faux-semblants, le discours, l’échec de la communication, la vérité et l’usage de la vérité. Dans un premier acte, un couple interprété par Pierre Weiss et Gaëlle Obiégly s’échange à répétition cette phrase : « tu peux te tirer une balle dans la tête ». Puis, un homme essaie de rentrer sans raison apparente dans l’appartement d’un autre, ce qui est l’occasion d’une bastonnade interminable. Dans la dernière partie, deux femmes se retrouvent dans un intérieur bourgeois et se poignardent inlassablement l’une l’autre en se disant bonjour avant d’énumérer tour à tour les raisons de leur acte. Par exemple, l’une d’elle déclare face caméra : « je l’ai fait car je voulais disparaître. Il fait trop clair ici souvent. ».
- 2016 : L’événement qui possède l’homme.